# هستيريا
الهستيريا أو الهسترة أو الهُراع أو الهَرَع (بالإنجليزية: Hysteria)‏ هي مرض نفسي عصابي تظهر فيه اضطرابات انفعالية مع خلل في أعصاب الحس والحركة وهو اضطراب تحتوي فيه الانفعالات المزمنة على ظهور أعراض جسمية ليس لها أي أساس عضوي وهي تحدث لهدف عند الفرد الهستيري قد تكون بهدف الهروب من الصراع النفسي أو من القلق أو من موقف مؤلم بدون أن يدرك الدافع لذلك، وعدم إدراك الدافع يميز مريض الهستيريا عن المتمارض الذي يظهر المرض لغرض محدد مفيد.
ـ وفي الهستيريا تصاب مناطق الجسم التي يتحكم فيها الجهـاز العصبي المركــزي (الإرادي) مثل الحواس وجهاز الحركة، وهذا غير المرض النفسي الجسمي حيث تصاب الأعضاء التي تحكم فيها الجهاز العصبي الذاتي (اللاإرادي).
ويطلق البعض على الهستيريا اسم «الهستيريا التحويلية» أو «رد فعل التحويل» أي التي تعني تحويلا جسميا لأمور نفسية نظرا لأنها تعتمد على حيلة دفاعية نفسية أساسية هي التحويل حيث تحول الانفعـالات والصراعـات إلى أعراض جسمية كحل رمزي للصراع.

## الشخصية الهستيرية
(مقالة رئيسية: اضطراب الشخصية الهستيرية)
تسمى شخصية مريض الهستيريا قبل المرض باسم «الشخصية الهستيرية» وهي شخصية الأطفـال.. ولو تأملت سلوك الشخص الهستيري لوجدته سلوك «طفل كبير».
ومن سمات الشخصية الهستيرية
- العاطفية الزائدة، والقابلية الشديدة للإيحاء، والمسايرة، وحب المجاملة والمواساة والانفعال، وتقلب المزاج، وعدم النضج، وعدم التحكم في الانفعالات، والسذاجة، وسطحية المشاعر، وعدم النضج النفسـي الجنسـي.
- وأيضا التمركز حول الذات، والأنانية، ولفت الأنظار، واستدرار العطف، والاعتزاز بالنفس وحب الظهور، والاستعراض، وفي بعض الأحيان الانبساط، والاجتماعية، وحب الاختلاط، وعدم الاستقرار، وأيضاً الاعتماد على الآخرين، والتوكل، والانقياد، والشعور بالنقص.
- المبالغة والتهويل والاستغراق في الخيال، والسلوك يكون أقرب إلى التمثيل والاستعراض والتكلف والاندفـاع وعدم النضج.
- الاعتماد على الكبت كدفاع أساسي، والاستعداد لتكثيف الانفعالات وتحويلها إلى أعراض جسمية.

## أسباب الهستيريا
- تلعب الوراثة دورا ضئيلاً للغاية، وبينما تلعب البيئة الدور الأكبـر، ويرجـع «بافلـوف» ومحللي التفسيـر الفسيولوجي (الهستيريا) إلى ضعف قشرة المخ بسبب الاستعداد الوراثي، وعادة ما يكون المريض الهستيري ذا تكوين جسمي نحيف واهن.
- الأسباب النفسية تنحصر في الصراع بين الغرائز والمعايير الاجتماعية، والصراع الشديد بين ألانا الأعلى بين اللهو (خاصة الدوافع الجنسية) والتوفيق عن طريق العرض الهستيري، والإحباط وخيبة الأمل في تحقيق هدف أو مطلب، والفشل والإخفاق في الحب، والزواج غير المرغوب فيه والزواج الغير سعيد، والغيرة، والحرمان ونقص العاطفه والانتباه وعدم الأمن، والأنانية والتمركز حول الذات بشكل طفلي.وعدم نضج الشخصية وعدم النضج الاجتماعي، وعدم القدرة على رسم خط الحياة، وأخطاء الرعاية الوالديـه مثل التدليل المفرط والحماية الزائدة
- كون أحد الوالدين شخصية هراعية فيأخذ الطفل عنه (اكتسابا) سمات الشخصية الهراعية.
- ومن الأسباب المعجلة أو المباشرة فشل في حب أو صدمة عنيفة أو التعرض لحادث أو جرح أو حرق بليغ.. الخ.

## أعراض الهستيريا
- الأعراض الحسية

العمى الهستيري، الصمم الهستيري، فقدان حاسة الشم، فقدان حاسـة الذوق، فقـدان الحساسية الجلدية في عضو أو في عدة أعضاء.
- الأعراض العقلية

اضطراب الوعي، الطفليه الهستيرية (السلوك أو التكلم كالأطفال).
- الأعراض العامة

المرض عند بداية المدرسة أو عند الامتحانات، ردود الفعل السلوكية المبالغ فيها للمواقف المختلفة.

## تشخيص الهستيريا
يجب التفريق بدقة بين الهستيريا والمرض العضوي، وعلى الأخصائي التأكد من خلو من الأسباب العضوية للأعراض، واستبعاد وجود مرض عضوي، ونحن نعلم أن العرض الهستيري يختلف عن العرض العضوي في انه غير دقيق من الناحية التشريحية، وقد يكون العرض الهستيري مجرد امتداد تاريخي لمرض عضوي سابق، وعلى سبيل المثال يمكن التفريق بين مريض الصرع الهستيري ومريض الصرع العضوي، فنجد انه في حالة الصرع الهستيري يصاب المريض بالنوبة وسط الناس ويقع في مكان أمن بحيث لا يصاب وهو لا يتبول لا إراديا أثناء النوبة ولا يعض لسانه ولا تختفي الانعكاسات لديه، بينما في مريض الصرع العضوي الصرع العضوي نجده يقع في أي مكان ودائما نجد فيه إصابات وكسورا وجروحا وقد يتبول لا إرادي أثناء النوبة وقد يعض لسانه ونجد هناك اضطرابا في موجات المخ الكهربائية يوضحها برسم المخ الكهربائي.
وعلى العموم تمثل المؤشرات الآتية على حالة الهستيريا
- حدوث المرض فجأة أو في صورة درامية.
- نقص قلق المريض بخصوص مرضه وعدم مبالاته وهدوئه النفسي وهو يتحدث عن أعراض مرضه.
- الضغط الانفعالي قبل المرض.
- تغير الأعراض بالإيحاء.
- اختلاف شدة الإعراض في فترة وجيزة.
- عدم النضج الانفعالي في الشخصية قبل المرض.
- نقص الارتباط بين الأعراض والناحية التشريحية للأعصاب الحسية والحركية.

## علاج الهستيريا
- في بعض الحالات قدتكون الهستيريا وقتيا ويشفى تلقائيا وخاصة إذا لم يحقق هدفه، ويستحسن علاج مرض الهستيريا بالعيادة الخارجية ويحسن إبقاء المريض في مكان عمله.
- العلاج النفسي

ويتناول تركيب الشخصية بهدف تطويرها ونموها، وقد يستخدم الأخصائي التنويم الإيحائي لإزالة الأعراض، ويلعب الإيحاء والإقناع دورا هاما هنا، ويستخدم التحليل النفسي للكشف عن العوامل التي سببت ظهور الأعراض، والدوافع اللاشعورية وراءها ومعرفة هدف المرض، ويقوم المعالج بالشرح الوافي والتفسير الكافي للأسباب ومعنى الأعراض كذلك يفيد العلاج النفسي التدعيمي ومساعدة المريض على استعادة الثقة في نفسه وتعليمه طرق التوفيق النفسي السوي والعيش في واقع الحياة.
و يستخدم العلاج الجماعي خاصة مع الحالات المتشابهة ويجب أن يعمل المعالج باستمرار على إثارة تعاون المريض وتنمية بصيرته ومساعدته في أن يفهم نفسه ويحل مشكلاته ويحاربها بدلا من أن يهرب منها.
- الإرشاد النفسي للوالدين والمرافقين كالزوج أو الزوجة

وينصح بعدم تركيز العناية والاهتمام بالمريض أثناء النوبات الهستيرية فقط لأن ذلك يثبت النوبات لدى المريض لاعتقاده أنها هي التي تجذب الانتباه إليه.
- العلاج الاجتماعي البيئي

وتعديل الظروف البيئية المضطربة التي يعيش فيها المريض بما فيها من أخطاء وضغوط أو عقبات حتى تتحسن حالته.
- العلاج الطبي للأعراض

و يستخدم علاج التنبيه الكهربائي أو علاج الرجفة الكهربائية، وفي بعض الأحيان يلجأ المعالج إلى استخدام الدواء النفسي الوهمي ويفيد فائدة كبيرة.
- نهاية الهستيريا

يلاحظ أن حوالي 50% من مرضى الهستيريا يتم شفاؤهم تماماً مع العلاج المناسب، وان حوالي 30% يتحسنون تحسنا ملحوظا، وأن حوالي 20% يتحسنون تحسناً بسيطا أو تستمر معهم الأعراض.
وعلى العموم يكون مآل الهستيريا أفضل كلما كان بدء المرض فجائياً وحادا واستمر لمدة قصيرة قبل بدء العلاج، وكلما كان المكسب من وراء المرض ليس كبيرا، وكلما كانت العلاقات الشخصية والأسرية سليمة نسبيــا، وكلما كان المريض متوافقا مهنيا